# 吉岡たすく
吉岡 たすく（よしおか たすく、1915年4月24日 - 2000年5月22日）は、大阪府出身の児童文化研究家。テレビの教育相談番組で活動した。本名は吉岡 佐（読みは同じ）。

## 来歴・人物
大阪府立生野中学を経て大阪府天王寺師範学校を卒業し、後に泉大津市に移住。1935年から大阪府高石市の小学校の教員や校長を務める傍ら、幼児教育・文化、童話などの研究を進めた。元日本サッカー協会会長である川淵三郎は、高石小学校教諭時代の教え子である。
1975年3月に退職後、研究活動を続けながら、全国各地で講演を行い、著作を発表。毎日放送『八木治郎ショー』レギュラー出演のほか、NHK教育テレビ『おかあさんの勉強室』にたびたび出演した。
1976年からテレビ静岡制作、フジテレビ系列で放映されている『テレビ寺子屋』のレギュラーを23年にわたり務め、1999年7月に最後の講演を行い降板。その後もテレビやラジオで活動したが、2000年に肺がんのため逝去。
1972年、児童文化への貢献で久留島武彦文化賞を受賞。1981年、放送への功績により放送文化基金賞を受賞。

## 著書
- 『きつね峠 学校劇 上級用』新興出版社 1948
- 『ないしよばなし こどもと先生と母親』三一書房 1957
- 『先生の目子どもの目』国土社 1959
- 『わが家の教育日記』三一新書 1960
- 『一年生のサムライたち』黎明書房 新しい家庭教育シリーズ 1965
- 『子どもの個性発見 ほんとうの勉強をさせよう』吉岡佐 主婦の友新書 1965
- 『子どもと育つ』雷鳥社 1969
- 『小学生時代』日本放送出版協会 1969
- 『小さなサムライたち』PHP研究所 1971
- 『泥んこの中で 幼きものの世界』雷鳥社 1971
- 『ブーさん先生と子どもたち』PHP研究所 1972
- 『大いなる未完成 幼年時代を考える』雷鳥社 1973
- 『続・小さなサムライたち』PHP研究所 1974
- 『お母ちゃんはうるさい 心をかよわす親子のふれあい』実業之日本社 実日新書 1975
- 『子どもは話が大好き』雷鳥社 1975
- 『お母さんあきらめないで 心あたたまる親子のであい』実業之日本社 実日新書 1976
- 『吉岡たすく著作選集』12巻　雷鳥社

1　子どものこころ　1976
2　子どもと家庭　1977
3　子どもと児童文化　1977　
4　幼児教育　1977
5　小学生時代の教育　1977
6　子どもの世界　1978
7　子どもと語ろう　1978
8　子どもの夢と願い　1979
9　子どもと親　1979
10　おかあさんと考える　1978　
11　子どもと先生　1978　
12　子どもと共に　1979
- 『それでもサスケはゆく 小さいサムライの日記から』PHP研究所 1976
- 『ぼくパパから生まれた 小さい小さいサムライたち』PHP研究所 1976
- 『体験・子どもが自信を持つ教育』主婦の友社 1977
- 『ひとり立ちした小さいサムライたち』PHP研究所 1977
- 『お母さん心配しないで』実業之日本社 実日新書 1979
- 『親ばなれ子ばなれ 吉岡たすくの家庭教育論』文化出版局 よつば新書 1979
- 『サスケと小さいサムライたち』PHP研究所 1979
- 『えほん小さいサムライたち』藤田あきら絵 PHP研究所 1980-81
- 『すばらしき子どもたち』毎日新聞社 1980
- 『やる気を育てる』雷鳥社 1980
- 『吉岡先生のテレビ寺子屋』テレビ静岡エンタープライズ編 全3巻　サンケイ出版 1980－83
- 『吉岡たすくの「子供学」対談』佼成出版社 1980
- 『若き母への手紙 旅におもう教育の心』学習研究社 1980
- 『吉岡たすく続著作選集』11巻　雷鳥社

1　子どものひとり立ち　1983
2　子どもは伸びる　1984
3　ゆかいな子どもたち　1981
4　子どもはすばらしい　1982
5　子育てを旅に学ぶ　1984
6　子育てのこころ　1983
7　子どもは見ている　1985　
8　子どもとのふれあい　1986　
9　子どもとお母さん　1988
10　子どもに教えられる　1990　
11　子どもからのメッセージ　1991　
- 『吉岡たすくの教育の手紙 旅先からお母さんへ』学習研究社 1982
- 『続・吉岡たすくの「子供学」対談』佼成出版社 1982
- 『翔べ!小さいサムライたち』PHP研究所 1983
- 『親と子の愛・赤信号、青信号 どこまでも伸びるわが子のために』交通タイムス社 1984
- 『子育て名人 母は子どもの心の灯』学習研究社 1984
- 『お母さんがんばって』雷鳥社 1985
- 『のびのび子育て 「テレビ寺子屋」お母さん講座』PHP研究所 1986　のち文庫
- 『子どもはやっぱりお母さん』雷鳥社 1987
- 『「叱られて」の歌が聞こえてくる 旅と子どもと地蔵さん』佼成出版社 1987
- 『いきいき子育て 「テレビ寺小屋」お母さん講座2』PHP研究所 1988　のち文庫
- 『先生、聞いてほしいねん 親の知らない子どもの素顔』PHP研究所 1988
- 『笑っててお母ちゃん 吉岡たすくのショート・ショート講演』佼成出版社 1988
- 『すくすく子育て 「テレビ寺小屋」お母さん講座3』PHP研究所 1989
- 『小さいサムライたち 3』PHP研究所 1989
- 『小さいサムライのお母さんへ 大切な家庭でのしつけ方・育て方』PHP研究所 1989
- 『まかしといてお母ちゃん 吉岡たすくのショート・ショート講演』佼成出版社 1990
- 『ゆっくり芽を出せ、柿のたね 応援しよう!子どものヤル気』PHP研究所 1990
- 『吉岡たすく野の仏紀行』斎藤貢一撮影 佼成出版社 フォト・マンダラ 1990
- 『ほのぼの子育て 「テレビ寺子屋」お母さん講座4』PHP研究所 1991
- 『泥んこの中で 幼きものの世界』雷鳥社 1992
- 『のびる子、がんばれる子 小さいサムライたちの本』PHP研究所 1994
- 『お母さんのいのり』佼成出版社 1996
- 『子どもの気持ちがわかる本 「小さいサムライたち」のお母さんへ』PHP研究所 イラスト版思いやりと個性をはぐくむシリーズ 1999
- 『あきらめないでお母ちゃん 吉岡たすくのショート・ショート講演』佼成出版社 2000
- 『たすく先生のスケッチブック』田中伸介絵　雷鳥社、2001

第1集　子どもの瞳
第2集　子どものことば
第3集　子どもの心

### 共著編
- 『学級全員のための学校劇』編 国土社 1958
- 『学校行事アイディア事典』村上幸雄共編 黎明書房 1964
- 『幼児とともに楽しむ人形劇あそび』井上明子共編著 ひかりのくに 1974
- 『親の心・子の心』喜多清一共著 雷鳥社 1982
- 『OHPを使ったやさしい影絵あそび』前山喜美子共編著 ひかりのくに 1984
- 『お母さんが恋しいの 子育て体験記作品集』編　PHP研究所　1991

### 校歌
- 和泉市立北松尾小学校（作曲：紙恭輔）